# Red Hat Enterprise Linux
Red Hat Enterprise Linux (RHEL) је оперативни систем заснован на Linux језгру. Развијан је од стране Red Hat компаније и намењен је комерцијалном тржишту. Red Hat Enterprise Linux се често пише скраћеним именом RHEL, иако то није званични назив.
Прва верзија дистрибуције појавила се на тржиште под именом Red Hat Linux Advanced Server. 2003. године мења назив у Red Hat Enterprise Linux AS, и додаје још две верзије, Red Hat Enterprise Linux ES и Red Hat Enterprise Linux WS.